# Finlândia nos Jogos Olímpicos de Verão de 1908
A Finlândia participou dos Jogos Olímpicos de Verão de 1908 em Londres, no Reino Unido. Conquistou uma medalha de ouro, uma medalha de prata e três de bronze, somando cinco no total. O Grão-Ducado da Finlândia fazia parte do Império Russo na época, mas a Finlândia havia se tornado um membro soberano do Comitê Olímpico Internacional em 1907.